# Wilton (Arkansas)
Pour les articles homonymes, voir Wilton.
La ville américaine de Wilton est située dans le comté de Little River, dans l’État de l’Arkansas. Sa population s’élevait à 374 habitants lors du recensement de 2010.

## Démographie
| 1910 | 1920 | 1930 | 1940 | 1950 | 1960 |
| ---- | ---- | ---- | ---- | ---- | ---- |
| 294  | 285  | 313  | 319  | 328  | 329  |

| 1970 | 1980 | 1990 | 2000 | 2010 | - |
| ---- | ---- | ---- | ---- | ---- | - |
| 427  | 495  | 449  | 439  | 374  | - |

## Source
- (en) Cet article est partiellement ou en totalité issu de l’article de Wikipédia en anglais intitulé « Wilton, Arkansas » (voir la liste des auteurs).